# Soziales Friedenswerk
Das Soziale Friedenswerk ist ein 1950 in Salzburg zur Hilfe für Not leidende Kinder und Familien gegründeter Verein. Die Gründung wurde von Erzbischof Andreas Rohracher in einer Pressekonferenz am 26. August 1950 bekannt gemacht. Weitere Gründungsmitglieder waren u. a. Landeshauptmann Josef Rehrl, Landeshauptmann Josef Klaus, Landeshauptmann Josef Krainer d. Ä., Landeshauptmann Heinrich Gleißner, Bürgermeister Ernst Koref, der Präsident des Österreichischen Roten Kreuzes Burghard Breitner und der Chefredakteur der Salzburger Nachrichten, Gustav Canaval sowie andere bedeutende Frauen und Männern aus jeglichen Parteien und gesellschaftlichen Richtungen.

## Zielsetzung
Nach den eigenen Zielsetzungen war und ist das Soziale Friedenswerk „ein überparteilicher und bekenntnisübergreifender Verein zur Förderung der Jugend und zur Unterstützung sozial Schwacher.“ Der Vereinszweck soll durch Ferienlager, Familienlager, Stipendien an begabte Schüler und Studenten sowie durch Zuschüsse an verarmte Menschen erfüllt werden. Zu Beginn waren Zielgruppen alle notleidenden Menschen (besonders Kinder und Frauen) sowie Flüchtlinge und Heimatvertriebene, vor allem wieder solche, die von der IRO (Internationale Flüchtlingsorganisation International Refugee Organisation) und dem Internationalen Roten Kreuz keine Hilfe erhielten. Im Laufe der Jahre rückten auch deutschsprachige Minderheitengruppierungen im Ausland sowie heimische Familien in den Fokus.

## Geschichte
Ziel des Vereines war es ursprünglich, Kindern und Jugendlichen, deren Väter entweder im Krieg gefallen sind, vermisst wurden oder sich noch in Gefangenschaft befanden, die Möglichkeit für einen mehrwöchigen Erholungsaufenthalt in der Bergwelt Kärntens, Südtirols, des Salzkammerguts und an der Ostsee zu geben. Dazu wurden Sammlungen veranstaltet sowie der „Herzhafte Hauskalender“, ein literarisches Jahrbuch zusammengestellt, von namhaften Künstlern illustriert, und verkauft; seine Erträge unterstützen diese Förderungen bis heute wesentlich. 1975 dankte der Salzburger Landeshauptmann Hans Lechner dem Geschäftsführer Norbert Scharnagl sowie dem Vereinsgründer Erzbischof Andreas Rohracher für die 20 Millionen Schilling, die von dem Verein für gemeinnützige Zwecke gesammelt wurden.
Nach und nach hat sich der Verein auch an die deutsche Jugend in Elsass-Lothringen und an russlanddeutsche Rückwandererkinder gewandt, um diesen am Sommerlager die oftmals verlorene deutsche Sprache und Kultur wiederzubeleben; nach dem Umbruch in Osteuropa wurden die Kontakte nach Schlesien, Böhmen und Mähren, Ungarn, Rumänien, ja sogar in die Ukraine, nach Slowenien, Serbien, und Kroatien erweitert, zudem waren auch Kinder aus dem Kanaltal (Italien) und aus Deutschland und Österreich auf den Jugendlagern.
Jahrzehntelanger Geschäftsführer war Norbert Scharnagel, der von Graz bzw. Salzburg aus den Verein leitete. 2005 wurde unter Obmann Klaus Hafner der Vereinssitz nach Wien verlegt und die Mörtlmühle in Bad Goisern zum neuen Zentrum der Sommerlager ausgebaut. Die Weiterbildung der Deutschkenntnisse sowie das Vermitteln der Grundlagen der Geschichte Österreichs und des Donauraumes sind wesentliche Bestandteile der Vereinsaufgaben. Neben diesen Zielen setzt es sich das Friedenswerk heute vermehrt zur Aufgabe, junge Familien aus Österreich zu vernetzen. 

## Kritik
Gegen den Verein wurden 2012 durch den SPÖ-Bürgermeister von Arriach Vorwürfe wegen rechtsextremer Bestrebungen erhoben. Ein Anlass dafür war der Versuch der als rechtsextrem geltenden Burschenschaft Olympia, auf dem Gelände des Vereins in Arriach ein Zeltlager durch eine vorgeschobene „Arbeitsgemeinschaft Sommerlager“ zu veranstalten. Als diese Vorwürfe öffentlich wurden, hat der Verein festgestellt, er habe nicht gewusst, wer hinter der „ARGE Sommerlager“ stehe und hätte andernfalls das Gelände nicht zur Verfügung gestellt. Das Vorstandsmitglied der Stiftung soziales Friedenswerk Wolf Kowalski sagte dazu, „wir (sind) in keinster Weiste daran interessiert, dass man uns mit solchen Aktivitäten, wie sie scheinbar dieser Gruppierung vorgeworfen werden, in Zusammenhang bringt“.